# 1721
1721 (MDCCXXI) var ett normalår som började en onsdag i den gregorianska kalendern och ett normalår som började en söndag i den julianska kalendern.

## Händelser

### April
- 15 april – En stor brand utbryter i Göteborg.[1]

### Maj
- 8 maj – Sedan Clemens XI har avlidit den 19 mars väljs Michelangelo dei Conti till påve och tar namnet Innocentius XIII.[2]
- 25 maj – En svensk försvarsstyrka på omkring 300 man kavalleri, allmoge och borgare i Sundsvall, besegras av över 7 000 ryssar i slaget vid Selånger (i Sundsvall), vilket blir det stora nordiska krigets sista strid.
- Maj–juni – Ryska flottan härjar Norrlandskusten. Hudiksvall, Härnösand, Piteå, Sundsvall, Söderhamn och Umeå bränns av ryssarna, men Gävle försvaras.[3]

### Juli
- 3 juli – Grönland blir en dansk besittning.[4]

### Augusti
- 30 augusti – Freden i Nystad sluts mellan Sverige och Ryssland, vilket avslutar stora nordiska kriget. Sverige avträder Livland, Estland, Ingermanland, Dagö, Ösel och sydöstra Karelen med fästningarna Viborg och Kexholm, mot ett vederlag på två miljoner riksdaler.

### Oktober
- 30 oktober – Myndighetsåldern för svenska män höjs från 15 till 21 år, vilket den förblir till 1969. Kvinnor förblir omyndiga till 1858, med undantag för änkor, som sedan gammalt åtnjuter nästan samma myndighetsrättigheter som män.

### December
- 22 december – Venezuelas Centraluniversitet grundas.

### Okänt datum
- Man beslutar officiellt att skapa en svensk galärflotta (skärgårdsflottan), vilket redan så smått har påbörjats 1715. Fram till 1756 går den under benämningen Arméns flotta.

## Födda
- 9 mars – Karolina av Birkenfeld-Zweibrücken, tysk lantgrevinna.
- 17 april – Edvard Fredrik Runeberg, svensk nationalekonom.
- 28 augusti – Charles-Louis Clérisseau, fransk arkitekt och målare.
- 9 september – Fredrik Henrik af Chapman, svensk skeppsbyggare.
- Im Yunjidang, koreansk författare och filosof.

## Avlidna
- 15 mars – Louise av Mecklenburg-Güstrow, drottning av Danmark och Norge sedan 1699, gift med Fredrik IV.
- 19 mars – Clemens XI, född Giovanni Francesco Albani, påve sedan 1700.
- 18 juli – Antoine Watteau, fransk målare.
- 11 september – Rudolf Jakob Camerarius, tysk botaniker och läkare.
- 11 oktober – Edward Colston, brittisk slavhandlare.

### Fotnoter
1. ↑  ”Begynnande industrialisering och förfall”. Arkiverad från originalet den 8 juli 2011. https://web.archive.org/web/20110708161222/http://www.cityselected.com/Goeteborg/Goeteborgs_historia/3404_Begynnande_industrialisering_och_foerfall.
2. ↑  ”Roman Catholic Church” (på engelska). World Statesmen. http://www.worldstatesmen.org/Catholic.html. Läst 23 november 2012.
3. ↑  ”Värmlands brandhistoriska klubb”. Arkiverad från originalet den 25 juli 2011. https://web.archive.org/web/20110725100704/http://www.brandhistoriska.org/olyckor_se.html. Läst 25 mars 2011.
4. ↑  ”World Statesmen”. http://www.worldstatesmen.org/Greenland.html.